# Battexey
Battexey est une commune française située dans le département des Vosges, en région Grand Est.

## Géographie
La commune est à 1,8 km de Hergugney, 2,0 de Marainville-sur-Madon et 4,0 de Pont-sur-Madon.

### Localisation

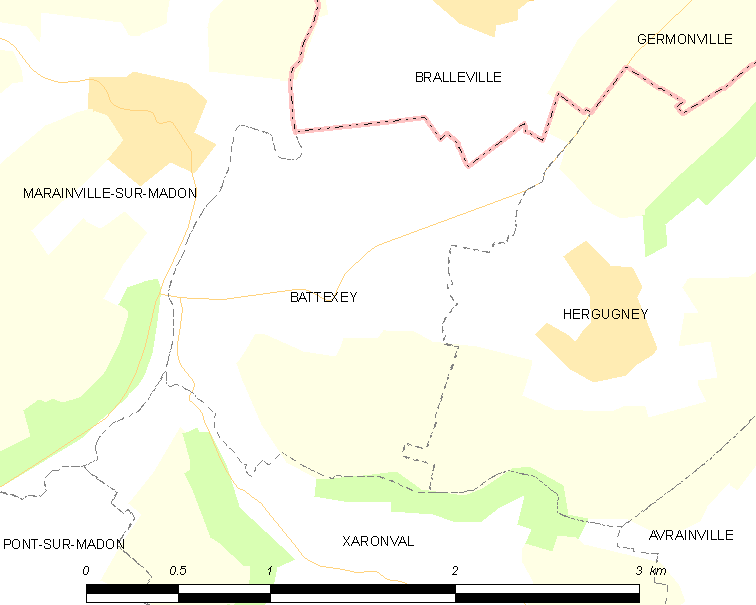
Situation géographique de Battexey.

### Hydrographie et les eaux souterraines
Hydrogéologie et climatologie : Système d’information pour la gestion des eaux souterraines du bassin Rhin-Meuse :
Territoire communal : Occupation du sol (Corinne Land Cover); Cours d'eau (BD Carthage),
Géologie : Carte géologique; Coupes géologiques et techniques,
 Hydrogéologie : Masses d'eau souterraine; BD Lisa; Cartes piézométriques.

#### Réseau hydrographique
La commune est située dans le bassin versant du Rhin au sein du bassin Rhin-Meuse. Elle est drainée par le Madon, le Colon, le ruisseau le Beaulong et le Bon Ru,.
Le Madon, d'une longueur totale de 96,9 km, prend sa source dans la commune de Vioménil et se jette  dans la Moselle à Pont-Saint-Vincent, après avoir traversé 47 communes.

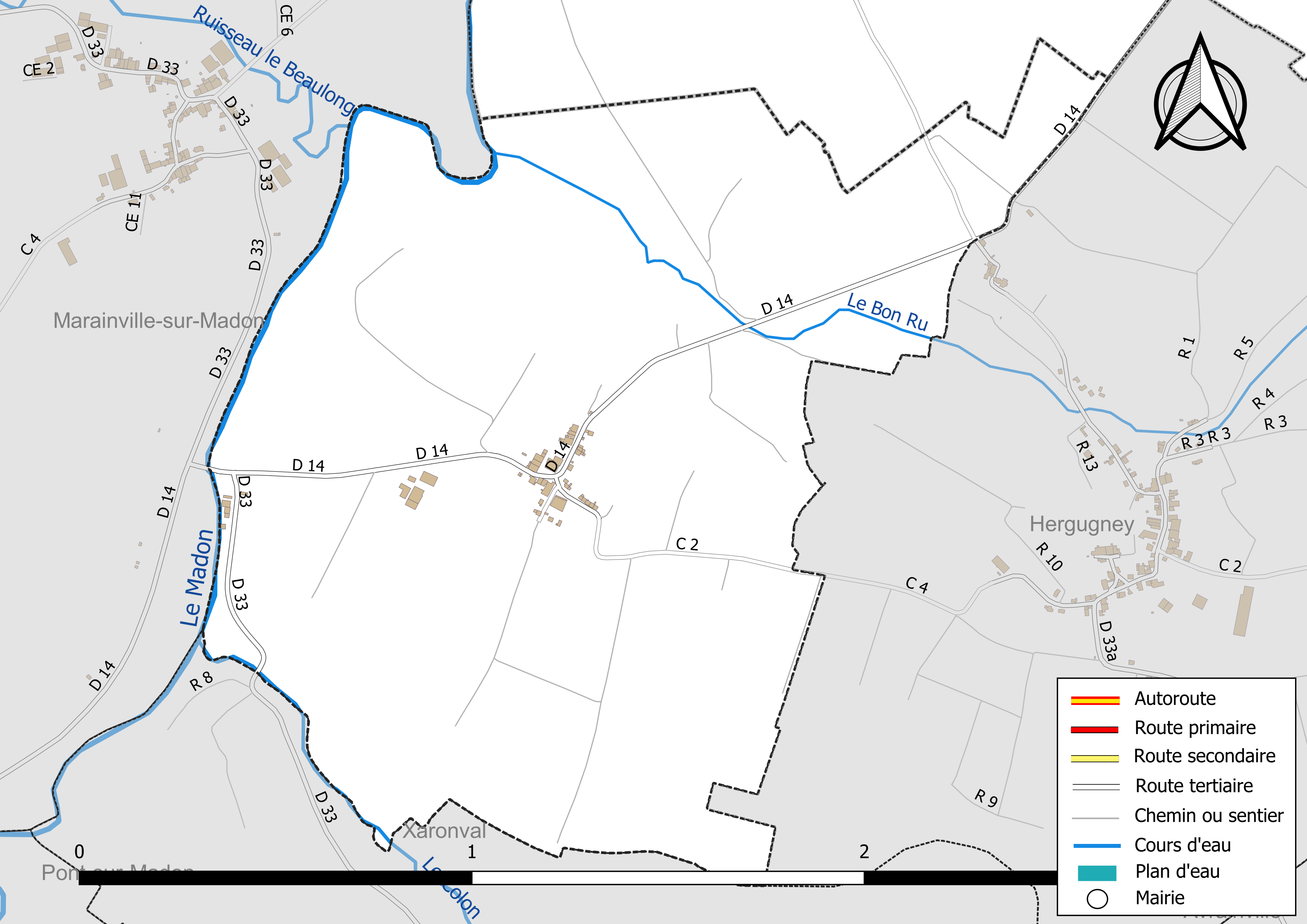
Réseaux hydrographique et routier de Battexey.

Le Colon, d'une longueur totale de 20,3 km, prend sa source dans la commune de Regney et se jette  dans le Madon à Xaronval, après avoir traversé 13 communes.
Le ruisseau le Beaulong, d'une longueur totale de 10,7 km, prend sa source dans la commune de They-sous-Vaudemont et se jette  dans le Madon sur la commune, après avoir traversé six communes.

#### Gestion et qualité des eaux
Le territoire communal est couvert par le schéma d'aménagement et de gestion des eaux (SAGE) « Nappe des Grès du Trias Inférieur ». Ce document de planification, dont le territoire comprend le périmètre de la zone de répartition des eaux de la nappe des Grès du trias inférieur (GTI), d'une superficie de 1 497 km2,  est en cours d'élaboration. L’objectif poursuivi est de stabiliser les niveaux piézométriques de la nappe des GTI et atteindre l'équilibre entre les prélèvements et la capacité de recharge de la nappe. Il doit être cohérent avec les objectifs de qualité définis dans les SDAGE Rhin-Meuse et Rhône-Méditerranée. La structure porteuse de l'élaboration et de la mise en œuvre est le conseil départemental des Vosges.
La qualité des eaux de baignade et des cours d’eau peut être consultée sur un site dédié géré par les agences de l’eau et l’Agence française pour la biodiversité.

### Climat
Pour des articles plus généraux, voir Climat du Grand Est et Climat des Vosges.
En 2010, le climat de la commune est de type climat des marges montargnardes, selon une étude du Centre national de la recherche scientifique s'appuyant sur une série de données couvrant la période 1971-2000. En 2020, Météo-France publie une typologie des climats de la France métropolitaine dans laquelle la commune est exposée à un climat semi-continental et est dans la région climatique  Lorraine, plateau de Langres, Morvan, caractérisée par un hiver rude (1,5 °C), des vents modérés et des brouillards fréquents en automne et hiver. 
Pour la période 1971-2000, la température annuelle moyenne est de 9,8 °C, avec une amplitude thermique annuelle de 17,1 °C. Le cumul annuel moyen de précipitations est de 912 mm, avec 12 jours de précipitations en janvier et 9,7 jours en juillet. Pour la période 1991-2020, la température moyenne annuelle observée sur la station météorologique de Météo-France la plus proche, « Mirecourt-inra », sur la commune de Mirecourt à 11 km à vol d'oiseau, est de 10,4 °C et le cumul annuel moyen de précipitations est de 824,3 mm. 
La température maximale relevée sur cette station est de 39,5 °C, atteinte le 25 juillet 2019 ; la température minimale est de −19,5 °C, atteinte le 20 décembre 2009,,. 
Les paramètres climatiques de la commune ont été estimés pour le milieu du siècle (2041-2070) selon différents scénarios d'émission de gaz à effet de serre à partir des nouvelles projections climatiques de référence DRIAS-2020. Ils sont consultables sur un site dédié publié par Météo-France en novembre 2022.

## Urbanisme

### Typologie
Au 1er janvier 2024, Battexey est catégorisée commune rurale à habitat très dispersé, selon la nouvelle grille communale de densité à sept niveaux définie par l'Insee en 2022.
Elle est située hors unité urbaine. Par ailleurs la commune fait partie de l'aire d'attraction de Nancy, dont elle est une commune de la couronne,. Cette aire, qui regroupe 353 communes, est catégorisée dans les aires de 200 000 à moins de 700 000 habitants,.

### Occupation des sols
L'occupation des sols de la commune, telle qu'elle ressort de la base de données européenne d’occupation biophysique des sols Corine Land Cover (CLC), est marquée par l'importance des territoires agricoles (99,9 % en 2018), une proportion identique à celle de 1990 (99,9 %). La répartition détaillée en 2018 est la suivante : 
prairies (72,1 %), terres arables (27,8 %), forêts (0,1 %). L'évolution de l’occupation des sols de la commune et de ses infrastructures peut être observée sur les différentes représentations cartographiques du territoire : la carte de Cassini (XVIIIe siècle), la carte d'état-major (1820-1866) et les cartes ou photos aériennes de l'IGN pour la période actuelle (1950 à aujourd'hui).

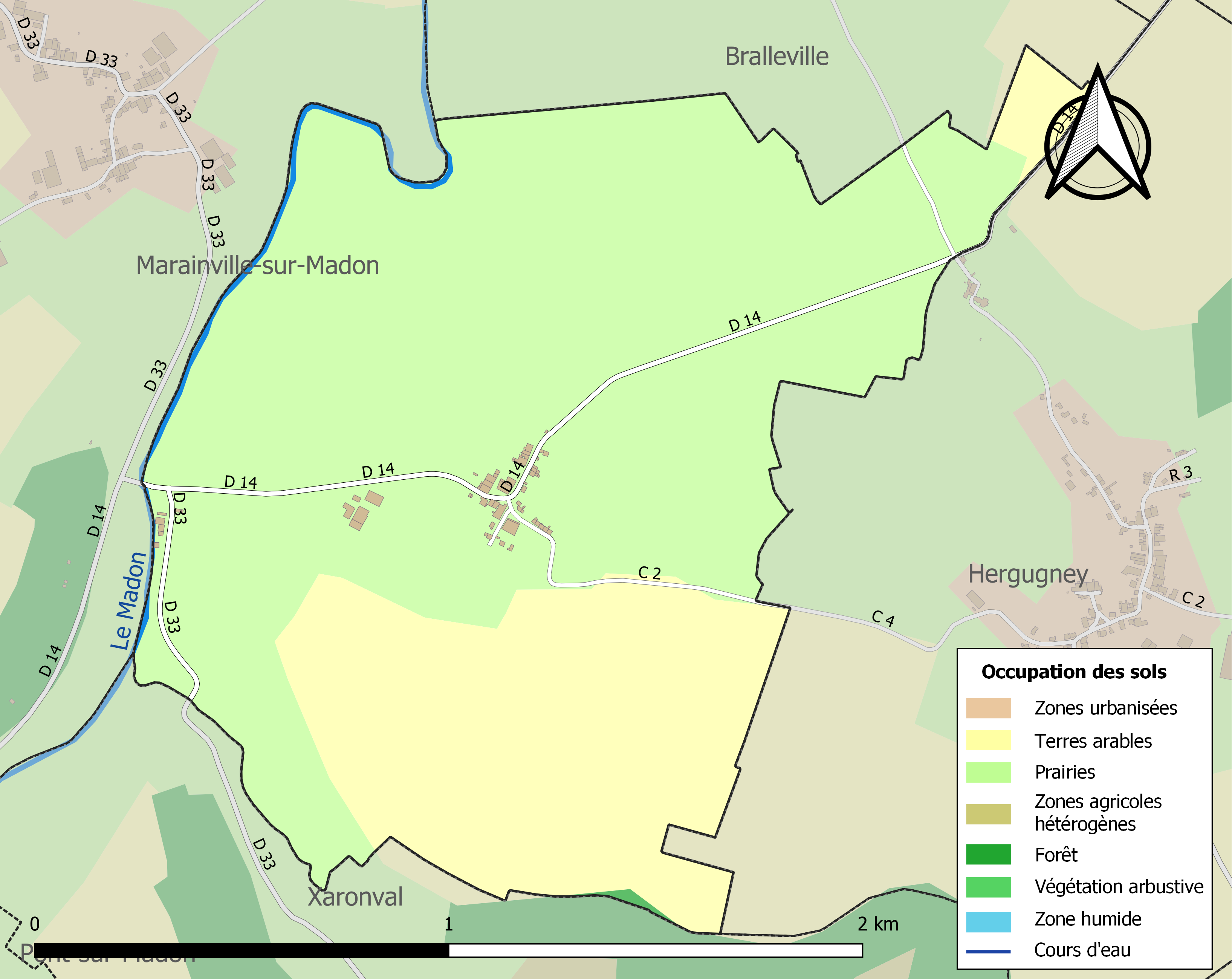
Carte des infrastructures et de l'occupation des sols de la commune en 2018 (CLC).

### Voies de communications et transports

#### Voies routières
- Autoroute A330, reliant Nancy et Flavigny-sur-Moselle à l'A33 : Échangeurs Flavigny, Flavigny-sur-Moselle.

#### Transports en commun

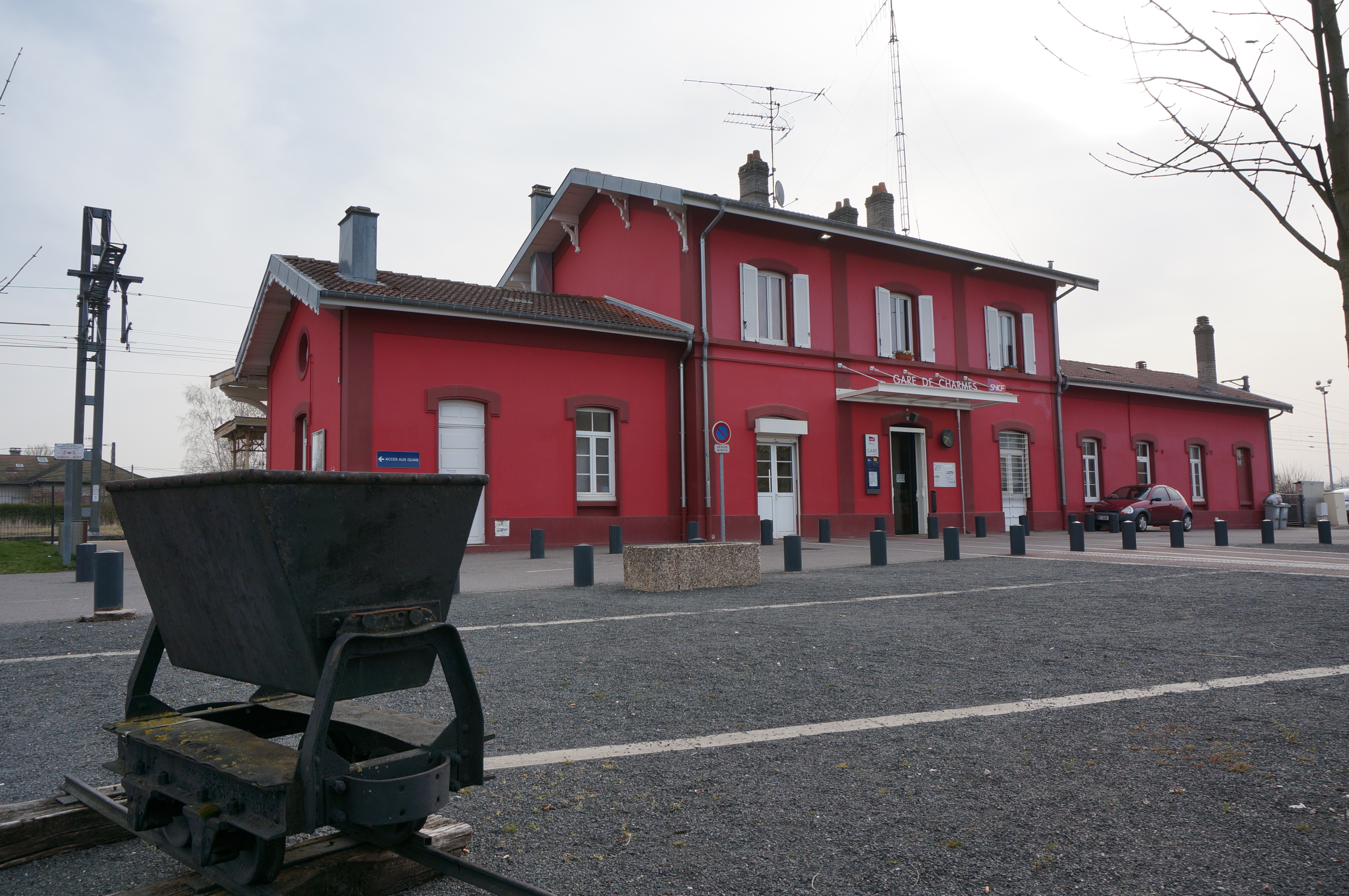
Gare de Charmes.

- Fluo Grand Est.

#### Lignes SNCF
- Gare de Charmes

#### Transports aériens
- Aéroport d'Épinal-Mirecourt « Vosges Aéroport ».

À partir de l'été 2021, l’aéroport d’Épinal-Mirecourt devient le pélicandrome de la Zone Est et servira ainsi de base de ravitaillement et d’intervention pour les avions bombardiers d’eau Q Series ou de Havilland Canada DHC-8, aussi connu sous le nom de Dash 8.

## Toponymie
Le nom de la localité est attesté sous les formes Berteceis (1236) ; Battessey (1570) ; Batexey (1656) ; Battexey (1711).

Toponymes

## Histoire
Le village de Battexey faisait partie en 1594 du ban de Tantimont et du bailliage de Châtel-sur-Moselle. Il dépendait de la grande chancellerie du chapitre de Remiremont. En 1751, il dépendait du bailliage de Charmes ; en 1790, du district de Mirecourt puis du canton de Charmes.
Au spirituel, Battexey était une annexe de Tantimont, doyenné du Xaintois, diocèse de Toul.
En 1992 Jean-Claude Legrand, agriculteur, a acheté un lionceau à un cirque itinérant et l'a élevé dans sa ferme familiale, située dans le village de Battexey.

## Politique et administration

### Découpage territorial
Par arrêté préfectoral du 15 septembre 2023, la commune est retirée le 1er janvier 2024 de l'arrondissement d'Épinal et rattachée à l'arrondissement de Neufchâteau.

### Liste des maires
| Période                                  | Période                       | Identité        | Étiquette | Qualité |
| ---------------------------------------- | ----------------------------- | --------------- | --------- | ------- |
| Les données manquantes sont à compléter. |                               |                 |           |         |
| mars 2001                                | En cours (au 18 février 2015) | Claude Tallotte |           | [ 24 ]  |

### Budget et fiscalité 2022
En 2022, le budget de la commune était constitué ainsi :
- total des produits de fonctionnement : 29 000 €, soit 798 € par habitant ;
- total des charges de fonctionnement : 26 000 €, soit 725 € par habitant ;
- total des ressources d'investissement : 1 000 €, soit 37 € par habitant ;
- total des emplois d'investissement : 5 000 €, soit 134 € par habitant ;
- endettement : 0 €, soit 0 € par habitant.

Avec les taux de fiscalité suivants :
- taxe d'habitation : 13,48 % ;
- taxe foncière sur les propriétés bâties : 33,94 % ;
- taxe foncière sur les propriétés non bâties : 13,96 % ;
- taxe additionnelle à la taxe foncière sur les propriétés non bâties : 0,00 % ;
- cotisation foncière des entreprises : 0,00 %.

Chiffres clés Revenus et pauvreté des ménages en 2021 : médiane en 2021 du revenu disponible, par unité de consommation.

## Population et société

### Démographie

#### Évolution démographique
L'évolution du nombre d'habitants est connue à travers les recensements de la population effectués dans la commune depuis 1793. Pour les communes de moins de 10 000 habitants, une enquête de recensement portant sur toute la population est réalisée tous les cinq ans, les populations de référence des années intermédiaires étant quant à elles estimées par interpolation ou extrapolation. Pour la commune, le premier recensement exhaustif entrant dans le cadre du nouveau dispositif a été réalisé en 2008.

En 2022, la commune comptait 34 habitants, en évolution de +3,03 % par rapport à 2016 (Vosges : −2,96 %, France hors Mayotte : +2,11 %).
| 1793 | 1800 | 1806 | 1821 | 1831 | 1836 | 1841 | 1846 | 1856 |
| ---- | ---- | ---- | ---- | ---- | ---- | ---- | ---- | ---- |
| 81   | 86   | 82   | 99   | 112  | 126  | 122  | 126  | 124  |

| 1861 | 1866 | 1876 | 1881 | 1886 | 1891 | 1896 | 1901 | 1906 |
| ---- | ---- | ---- | ---- | ---- | ---- | ---- | ---- | ---- |
| 116  | 111  | 103  | 106  | 112  | 114  | 99   | 96   | 104  |

| 1911 | 1921 | 1926 | 1931 | 1936 | 1946 | 1954 | 1962 | 1968 |
| ---- | ---- | ---- | ---- | ---- | ---- | ---- | ---- | ---- |
| 98   | 77   | 83   | 75   | 79   | 70   | 61   | 56   | 54   |

| 1975 | 1982 | 1990 | 1999 | 2006 | 2008 | 2013 | 2018 | 2022 |
| ---- | ---- | ---- | ---- | ---- | ---- | ---- | ---- | ---- |
| 47   | 27   | 23   | 30   | 29   | 29   | 34   | 34   | 34   |

### Enseignement
Établissements d'enseignements :
- Écoles maternelles et primaires à Diarville, Savigny, Xirocourt, Florémont, Praye, Florémont.
- Collèges à Charmes, Mirecourt, Vézelise, Bayon, Châtel-sur-Moselle.
- Lycées à Mirecourt, Thaon-les-Vosges, Pont-Saint-Vincent.

### Santé
Professionnels et établissements de santé :
- Médecins à Diarville, Charmes, Haroué, Mirecourt, Tantonville.
- Pharmacies à Diarville, Charmes, Haroué, Mirecourt, Mattaincourt, Vincey, Vézelise.
- Hôpitaux à Charmes, Mirecourt, Mattaincourt, Châtel-sur-Moselle, Ville-sur-Illon.

### Cultes
- Culte catholique, Paroisse Saint-Nicolas-du-Haut-du-Mont[33], Diocèse de Saint-Dié.

## Économie

### Entreprises et commerces

#### Agriculture
- Culture et élevage associés.
- Culture de fruits à pépins et à noyau.
- Élevage d'autres animaux.

#### Tourisme
- Hébergements et restauration à Rugney, Mirecourt, Vincey, Rouvres-en-Xaintois, Goviller, Épinal.

#### Commerces
- Commerces et services de proximité.

## Culture locale et patrimoine

### Lieux et monuments
Début 2017, la commune est « réputée sans clochers »
- L'église Saint-Basle[35] à Tantimont, un hameau dépendant de la commune de Hergugney.

Le blasonnement consacré à la commune de Battexey présente une cloche représentant le hameau de Tantimont, actuellement sur le territoire d’Hergugney, où se dresse l’église qui fut église-mère d’un ban de 7 villages et siège de prévôté.
- Il n'y a pas de monument aux morts sur la commune. Les "morts pour la France" sont cités sur le monument d'Hergugney[36],[37].
- Patrimoine rural recensé par le service régional de l'Inventaire général du patrimoine culturel[38].

### Héraldique, logotype et devise
| Blason | Blasonnement : De gueules au pairle ondé renversé d'argent cantonné à dextre d'une cloche du même ; à senestre d'une levrette d'argent tenant une croix de Lorraine d'or ; et en pointe d'une barque de face à deux pagaies d'or. Commentaires : Armoiries composées par R.A. Louis et B. Georgin, et mises à la disposition de la commune en janvier 2015. |

## Personnalités liées à la commune
- Mathilde "Red Swing", fameuse danseuse et chorégraphe d'anniversaire et de mariage est née à Battexey

## Pour approfondir